# Étrépilly (Aisne)
Étrépilly es una comuna francesa situada en el departamento de Aisne, de la región de Alta Francia.

## Géografía
Étrépilly está situada a 6 km al noroeste de Château-Thierry.

## Demografía
| 90 | 107 | 70 | 87 | 87 | 85 | 90 | 107 |
| Para los censos de 1962 a 1999 la población legal corresponde a la población sin duplicidades (Fuente: INSEE [Consultar]) |     |    |    |    |    |    |     |